# Суд Америка
«Суд Аме́рика» (исп. Institución Atlética Sud América) — уругвайский футбольный клуб из города Монтевидео. С 2022 года выступает во Втором дивизионе Уругвая.

## История
Клуб был основан 15 февраля 1914 года. «Суд Америка» стала одним из основателей Второго дивизиона Уругвая. До 2009 года клуб был сорекордсменом по количеству титулов во втором эшелоне уругвайского футбола — до тех пор, пока «Феникс» не оформил свой седьмой титул. Сейчас «Суд Америка» находится по этому показателю на втором месте, деля его с «Ривер Плейтом».
В 1995 году «Суд Америка» единственный раз в своей истории принимала участие в международном турнире. В первом раунде Кубка КОНМЕБОЛ уругвайцы выбили знаменитую «Химнасию» из Ла-Платы, причём в домашнем поединке (состоявшемся в городе Пайсанду), «бусонес» разгромили соперника со счётом 4:0. Во втором раунде «Суд Америка» уступила в серии пенальти парагвайскому «Атлетико Колехиалес».
В 2018—2019 годах на время реконструкции домашнего стадиона «Карлос Анхель Фосса» команда играла в городе Сан-Хосе-де-Майо. В 2020 году вернулась в Монтевидео, но стала играть домашние матчи на стадионе «Чарруа».

## Достижения
- Чемпион Второго дивизиона Уругвая (7): 1951, 1954, 1957, 1963, 1975, 1994, 2012/13
- Чемпион дивизиона Интермедиа (второй дивизион в системе лиг) (1): 1926